# 890 Waltraut
890 Waltraut, asteroid glavnog pojasa. Otkrio ga je Max Wolf, 11. ožujka 1918.

## Vanjske poveznice
- Minor Planet Center